# Emerik Lacković
Emerik (hrv. Mirko) Lacković (? - ?, 1376.), hrvatski velikaš i hrvatsko-dalmatinski ban. Sin je Stjepana I. († 1353.). iz velikaške obitelji Lacković. Obnašao je niz značajnih dužnosti u Hrvatsko-Ugarskom Kraljevstvu. Bio je magistar konjušnika (1359. – 1367.), bugarski ban i kapetan Vidina (1365–66), potom je obnašao dužnost hrvatsko-dalmatinskog bana (1367. – 1368.), pa erdeljskoga vojvode (1369–72). Od 1372. do 1375. godine bio je palatin, a istodobno se spominje kao župan županija Nitra (1372–75), Vas i Sopron (1372–74) te Trenčín (1373–75).